# Prince of Persia: The Forgotten Sands
A Prince of Persia: The Forgotten Sands 2010 májusában jelent meg az összes nagyobb konzolra, júniusban pedig PC-re, a Ubisoft kiadásában. A játékból 4 különböző változat készült és mindegyik ugyanezen a címen jelent meg: A PC, PS3 és Xbox360 változatok ugyanazok, míg a másik 3 (PSP, Nintendo DS és Wii) változat teljesen más élményt nyújt a többi platformon megjelenő játéktól, az egyetlen közös bennük, hogy mindhárom zenéjét Tom Salta szerezte. Az PC, PS3 és Xbox 360 változatok zenéjéért a korábbiaktól eltérően most Steve Jablonsky volt a felelős.
Az első részletek hivatalosan 2009 decemberében láttak napvilágot.
A Forgotten Sands története a Sands of Time részt követi, nem pedig az előző, 2008-ban megjelent játék által megkezdett irányvonalat folytatja. A játékos többet megtudhat Warrior Within játékot megelőző hét év történéseiről, a főszereplő, akit ismét Yuri Lowenthal szólaltat meg, a kettő rész közötti átmenetet testesíti meg.

## Játékmenet

A játékmenetbe új színt visz a víz manipulálásának lehetősége.

A Forgotten Sands minden fontosabb platformra megjelent és a rajongók által korábban megkedvelt elemek térnek vissza újításokkal fűszerezve – áll a Ubisoft sajtóközleményében. A játék tartalmazza továbbá az Assassin’s Creed II játéknál debütált Uplay rendszert, amivel különféle bónusz tartalmak válnak elérhetővé. (Például Ezio, az Assassin’s Creed II főszereplője, mint feloldható karakter.)
A játék során a Herceg folyamatosan tapasztalati pontokat szerez (ellenfelek legyőzésért vagy rejtett szarkofágok felkutatásáért) és azokért újabb képességpontokat kap. A játékos ezt egy képességfán eloszthatja újabb fejlesztésekre. Ez lehet életerő vagy energiaszint növelés, újfajta harci technikák vagy a 4 főelem valamelyikének ereje. A szél segítségével egy kisebb tornádót hozhat létre, ami földre lökheti, de akár el is nyelheti az ellenfeleket, a víz ereje minden kardcsapás irányának vonalában fagyos tüskéket emel ki a földből, ami sebzi az ellenséget. A föld egy pajzsot képez a főhős körül, ami sebzi a közelében tartózkodókat, a tűz képesség pedig egy kört alkot a Herceg körül, ami lángra lobbantja a közeli ellenfeleket. Az időt most már csak visszatekerni lehet, viszont Razia tanít néhány új képességet. Az első megszilárdítja a vizet. (Például a vízoszlopokra felmászhat és a vízfüggönyökön is úgy közlekedhet, mintha fal volna.) A második nagy távolságok áthidalására szolgál, az ellenfél irányába elugorva rájuk teleportálódhat. A harmadik képesség a mostanra elpusztult környezeti elemeket hozza vissza régi formájukba.
A játékmenet visszatér a Sands of Time által kitaposott ösvényhez, bár a védekezést eltávolították, így nagyobb hangsúly helyeződik a félreugrásra, és előfordul, hogy a Hercegnek akár 50 ellenféllel is szembe kell néznie, valamint a Quick Time Eventek is eltűntek.

## Történet

A logikai feladványok ezúttal háttérbe szorulnak, a játékban inkább az akció jut kiemelt szerephez.

A játék egy látomással indít, majd egy váltást követően a Herceg látható, ahogy lovagol keresztül a sivatagon, hogy meglátogassa bátyját, Malikot, és tanuljon tőle, hogy ugyanolyan remek vezető lehessen, mint amilyen ő. Amikor megérkezik a bátyja erődjéhez (Egykor ez volt Solomon király birodalmának központja.), látja, hogy az ostrom alatt áll és megpróbál segíteni a testvérének.
Végül találkozik vele és eljutnak a kincstárba, ahol Malik, félve attól, hogy legyőzik, fivére aggályai ellenére is szabadon engedi Solomon homokszörnyekből álló seregét, illetve annak vezérét Ratasht. A pecsét, amivel a folyamatot elindította, kettéhasadt és megvédte őket a homok káros hatásaitól (Akihez hozzáér, homokszoborrá változik.), továbbá lehetővé teszi számukra, hogy a legyőzött ellenfelek erejét magukba szívják.
Útjaik ekkor különválnak. A Herceg talál egy vízfüggönyt, ami egy átjáró a látomásban is szereplő helyre. Találkozik Raziával, (Ő egy dzsinn, a maridok (víz) királynőjeként mutatkozik be. A dzsinnek a 4 fő elem egyikét megtestesítő klán tagjai, bár a játékban csak 2 tűnik fel, a marid volt közülük a legnagyobb törzs.) akinek elmeséli történetét. Razia elmondja a Hercegnek, hogy ő Solomon szövetségese volt, és a 4 klánnak összefogva az emberekkel, végül sikerült nagy áldozatok árán elzárniuk a homok hadsereget, ami a királyt és birodalmát kívánta elpusztítani. Figyelmezteti Ratashra, (Szintén dzsinn, ifritek (tűz) vezetője) hogy kerülje el a vele való harcot, mert nincs esélye, hagyományos fegyverekkel nem lehet megölni. Ratash volt az, aki ellenezte az emberekkel való megegyezést és békét, mágiáját felhasználva a sivatag homokjából sereget állított. Razia a játék során újabb és újabb képességekkel fogja ellátni, amivel lehetővé válik a víz irányítása.
Malik keresésére küldi, de sietnie kell, hogy egyesítse a két medált, amivel visszazárhatja a szörnyeket, különben az egész világot elárasztják majd. A Herceg rátalál bátyjára, aki kezdetben együttműködő, de rájön, hogy nem is akarja visszazárni őket, inkább elpusztítaná egytől egyig, hogy erejüket megszerezze. A medál befolyása alá kerül és hatalomvágya felé kerekedik, erősebbé akar válni, a főhőst viszont megóvta ettől a dzsinn védelmező mágiája. Razia megparancsolja neki, hogy ha kell, erővel, de mindenképpen szerezze vissza a pecsét másik darabját, de Malikot már teljesen uralma alatt tartja a medál és csak arra tud gondolni, hogy fivére az ő hatalmát akarja megszerezni. Malik ekkor már erősebb, ellöki magától és azt mondja neki, hogy hagyja el ezt a helyet és soha ne térjen vissza.
A Herceg nem hagyja annyiban, Malik után megy a trónterembe, ahol látja, hogy épp Ratash próbálja elvenni tőle a medált. Úgy tűnt, sikeresen legyőzik, de a pecsétdarab, ami Maliknál van Ratash erejét is begyűjti és átveszi felette az irányítást. A dzsinn elmondja, hogy a figyelmeztetése ellenére harcoltak és Ratash ereje átszállt Malikra, ezért meg kell ölni (A pecsét másik fele megsemmisült, amikor Ratasht próbálta elnyelni, a pecsét készítésének a titka pedig rég elveszett.), hogy a homoksereget újra elzárják. Razia Rekembe, a maridok városába küldi, hogy megtalálja azt a kardot, amivel képes legyőzni Ratasht. Elindul Solomon király sírja felé, ami a földalatti város bejáratát rejti. Útközben többször is látja bátyját, aki egyre erősödik és nem képes ezt kezelni, végül pedig Ratash már a külsőleg is átalakítja, magához hasonlóra.
Amikor a sírkamrához ér, látja, hogy saját embereit is homokká változtatja és meg kell vele küzdenie, de nem tudja legyőzni (beszakad alatta az építmény) és belátja, hogy bátyját már nem lehet megmenteni. Eljut a városba és Razia elmondja neki, hogy egykoron a dzsinnek vezetője volt és Ratash a népükhöz tartozott és most azt próbálja meg elpusztítani, amire ő felesküdött, hogy megvédi, viszont többen elhagyták a várost, hogy messzire elkerüljék a homoksereget, annak ellenére, hogy teljesen el volt zárva. Razia ügyel arra, hogy a város vízhez jusson, különben kipusztulna a sivatag közepén.
A templomon és a tróntermen keresztül végül eljut Solomon csarnokába és megtalálja a kardot, amiről a dzsinn beszélt neki. Razia elmondja, hogy amit egy dzsinn létrehozott, csak egy másiknak a varázserejével pusztítható el. A Herceg átadja neki a kardot, ekkor önmagát és erejét a kardba zárta, hogy legyőzzék Ratasht, de még ő sem tudja, mit történik vele azután. Amikor rátalálnak Ratashra, már óriási méretűre nőtt, a homokvihar folyamatosan táplálja őt. A Herceg megküzd vele, és amikor legyengíti, a szörny mellkasán lévő pecsétre ugrik és belemártja kardját. Ekkor a korábban homokszoborrá változott katonák visszatérnek az életbe és a lecsendesülő viharban Malik testét látja, aki halála előtt annyit mond neki, hogy adjon át egy üzenet apjuknak: A Herceg legalább olyan hatalmas uralkodó lesz, mint amilyen Solomon király volt.
A készítők listája után még a Herceg narrációjából kiderül, mihez kezd ezek után. Hiába szólította Raziát a harc végeztével, ő már nem válaszolt. Úgy döntött, visszaviszi a kardot a földalatti városba, Razia otthonába, Rekembe. A várost Malik tanácsadóira bízta, ő pedig elindult Babilonba, hogy apjának elmondja, ami történt.

## Változatok

### Wii
A Prince of Persia: The Forgotten Sands Wii-re 2010. május 18-án jelent meg Észak-Amerikában, majd 2 nappal később Európában, a fejlesztést a Ubisoft Quebec végezte. A történet és a játékmenet is különbözik a többi változattól, ugyanis a Wii mozgásérzékelős vezérlőjéhez is alkalmazkodni kellett. A távirányítóval suhintás egy kardcsapást, míg ugyanez a Nunchukkal egy ütést eredményez, a többi mozdulat (például az ugrás vagy a védekezés) viszont gombokkal történik, különben a játékos túlságosan elfáradt volna a hosszabb mozdulatsorokban. A játékos különféle bónusz tartalmakat is feloldhat: fejlesztői naplók, koncepció rajzok, új karakterek, pályák, illetve a kardjának is új külsőt szerezhet, valamint az eredeti Prince of Persia játék SNES változatát is elérhetővé teheti, ami Wii Remote támogatásban is részesült. (Secret Maps résznél lesz megtalálható, ha a játékos megtalálja a zöld üvegcsét a második pályán)
A többi változattól eltérően itt a Herceg nem tudja a víz mozgását befolyásolni és az időt irányítani, ellenben új képességekkel gazdagodott helyette, amiket akár harcban is használhat. Az egyik egy fogantyút hoz létre a falon, amiben megkapaszkodhat, így eljuthat olyan helyekre, ahova máshogy képtelen lenne, csatában pedig az ellenfeleit fagyaszthatja meg vele. A második egyfajta liftként működik, ami a Herceget a magasba emeli, ez az ellenségre is hasonlóan működik, de utána a földre kerül, így nyújtva a játékosnak könnyű célpontot. A harmadikkal képes a levegőben megállni, így könnyen átugorhat nagyobb szakadékokon vagy a csapdák elkerülésében segít, de egyben egy védekező képesség is. Ebben a változatban a QTE részek visszatérnek a játékba.
Eltérő még, hogy helyi többjátékos lehetőséget tartalmaz, azaz egy másik játékos segíthet társának az ellenfeleket és csapdák lelassítani, illetve az útirányt is kijelölheti számára.
A történet során Zahra lesz a Herceg segítségére, egy kicsi, tündérszerű dzsinn, aki királyságot, hercegnőt és halhatatlanságot ígér számára. Egy tisztáshoz érve Zahra megkéri, hogy csókoljon meg egy szobrot, amire varázslatot bocsátott. Ekkor egy kötelék alakul ki kettőjük között, ami halhatatlanná teszi őket (energiájuk azonban korlátozott) és így a Herceg már képes a dzsinn szemével nézni a világra. Eljutnak Izdihar királyságba, amit Zahra neki ígért, de csak egy lakatlan, hanyatló, mérgező kúszónövényekkel átszőtt területet talál. Meglát egy kardot, amit kihúz a megkövesedett alakból és ezzel szabadon engedte az elzárt boszorkányt (The Sorceress), ami hirtelen életre kel. Ezután feltűnik egy szörny, amit a Herceg hasbaszúr kardjával, de a pengéje beletörik és a szörny elmenekül. Zahra elmondja, hogy a Haoma nevű varázserejű növény szétterjedt a királyságban, az ott élőket pedig átalakította vagy kiírtotta, ő volt az egyetlen túlélő és azért ígért mindenfélét a Hercegnek, hogy velejöjjön és megszabadítsa a földet a gonosztól. A kard volt az, ami elzárta a boszorkányt, és meggátolta a mérgező növény a további terjedését; kihúzásával újra pusztításba kezdett. Hogy legyőzzék a Haomát a kardot újra egyesíteni kell, így a szörny nyomába erednek.
Egykoron minden dzsinn Izdiharban élt, a Haoma terjedése viszont kipusztította őket, de ígéretet tettek, hogy végleg legyőzik. Zahra engedte a Hercegnek, hogy megvegye őt a piacon, mert tudta, hogy királyságot és halhatatlanságot szeretne, amivel bizonyíthat apjának és hitt abban, hogy megvan benne az erő és bátorság, hogy segítsen beteljesítenie esküjét.
Miután megküzd a szörnnyel, kiderül, hogy ő Izdihar korábbi királya és azt kéri, mentse meg lányát, Nasreen hercegnőt és a királyságot a Haomától. A kard két darabját az Istenek 4 próbáját kiállva újra egyesíti, így már üldözőbe veheti a boszorkányt. Legyőzi őt és a Haomát szíven szúrja, ekkor a boszorkányt visszaváltozik a hercegnővé. A pusztuló Haoma megpróbálja elragadni, a Herceg ekkor megcsókolja és átadja neki a halhatatlanság erejét, majd lezuhan és a királyság pedig elkezd összeomlani, megismétlődik a játék elején látott jelenet és Zahra egyesül a Herceggel, hogy megmentse őt. Átkerül a dzsinn belső világába, ahol már csak a hangját hallja, ahogy kéri, emlékezzen rá és a Izdiharra. Amikor kijut, a játék elején látott tisztáson ébred, de a szobor romokban és Zahrát pedig sehol se találja, így keserűen vág neki a sivatagnak.

### PSP
A PSP változat oldalnézetes (2.5D-s) platformjáték, nagyjából a többi változat stílusát követi, a történet azonban eltérő.
A történetben egy jóslat szerint a királyi család egy tagja fog véget vetni Ahihud sötét uralmának egy rejtett és titokzatos helyen. Hogy biztosítsa fennmaradását, szolgái a család életére törnek. A Herceg elemenkül a toronyból, ahova apja bezárta a biztonsága érdekében és Helem (Sister of Time), egy rejtélyes, segítő fény képében ad utmutatást a Hercegnek, hogy hogyan győzheti le ellenfelét. Együtt elérik a titkos királyságot, amiről kiderül, hogy az volt az a szent hely, ahonnan a legelső Isten az univerzumot teremtette. Most teljesen Ahihud hatalma alatt áll, akinek feltett szándéka a terület mágikus energiájának, az Elixirnek az elszívása.
A Hercegnek meg kell küzdenie a homokszörnyeivel és közben az Elixirt begyűjtve még erősebbé válik. Talál egy portált, ami Halem nővéréhez vezet. Ha segít a testvéreinek kiszabadulni Ahihud fogságából, akkor új képességeket biztosítanak számára, amivel az időt irányíthatja. (Például egy ellenséget vagy egy bizonyos dolgot megfagyaszt vagy éppen felgyorsít.) Végül legyőzi két legerősebb szolgáját, egy hatalmas szörnyet és egy homok bérgyilkost, akiket a rokonai legyilkolására hoztak létre, majd pedig Ahihuddal is megküzd a saját belső világában, legyőzi, és beteljesíti a jóslatot, visszaállítva a titokzatos királyság korábbi fényét.

### Nintendo DS
Nintendo DS-re oldalnézetes (2D-s) formában jelent meg a játék, a kidolgozás hasonló, mint a korábbi,Prince of Persia: The Fallen King című kézi konzolos változatnál.
A játék irányítása végig a stylussal történik (Az érintőképernyő használatra szolgáló, ceruzaszerű eszköz.), a játékosnak nem kell gombokat használnia. A mozgáshoz adott irány felé kell lenyomva tartania a stylust, falon mászásnál felfelé, ugrásnál pedig a szakadék túloldalára mutatva, tehát az irányítás viszonylag egyszerűen történik. Harcnál az ellenfelet kell vele kaszabolni. (Átlós irányba vágást ejteni a kívánt ellenfélen.) A különböző képességek használatához sem kellenek gombok, egyszerűen egy csíkot kell húzni például a szakadéknál, amivel egy homokpillért alkothat és segítségével átugorhat felette. Ha életét veszti, csak rámutat a homokórára és a legutolsó szilárd platformra kerül vissza, de le is lassíthatja az időt. Ha kifogy a homokból és meghal, akkor az utolsó mentési ponttól folytathatja. Megjelennek a gyűjthető drágakövek, amiket a pályák között a kereskedőnél beválthat új képességekre és fegyverfejlesztésekre, több életerőre vagy homoktárolóra, de akár új külsőt is vásárolhat. A játék során előfordul, hogy lovagolnia kell, ilyenkor balra vagy jobbra lehet mutatni, hogy kikerülje az akadályokat.
A játék története szerint a Herceget elrabolja egy szekta, Indiába viszik egy ősi templomba, ami Razia, a dzsinnek úrnője tiszteletére épült és véráldozatnak kell a főhős. A Herceg emlékeit törölték, Razia erejét megszerezték maguknak, és annak, valamint a Herceg királyi vérének segítségével akarnak egy ősi gonoszt szabadon engedni. Amikor kiszabadul, a templom összeomlik, a főszereplő lezuhan a mélybe, Razia segít neki megtalálni fegyverét és emlékezni, hogy egykoron herceg és az ő barátja volt. Kijutnak és a dzsinn azt a feladatot adja neki, hogy keresse meg a három szektatagot, akik fogva tartották őket és a szertartás során hatalmas homokszörnnyé változtak. Legyőzve őket visszakaphatja emlékeit Razia pedig az erejét, így hajtóvadászatot indítanak a szekta után India szerte. Miután visszakapták, ami elveszett még a szekta újjáéledt vezetőjével is le kell számolniuk, aki a világuralomra tőr, Babilonnal kezdve a sort. Végül megöli, de ez Razia életébe kerül. A Herceg ledobja a torony tetejéről a kardot, amibe régen Razia zárult, és elnyelte azt a sivatag homkja.

## Marketing és megjelenés
A játék bejelentésére 2009-ben került sor a Spike Video Game Awards díjátadó gálán. A megjelenés előtt egy egyszerű flashjáték is készült és új karakter is feloldható általa. Bár közvetlen kapcsolat nem állt fenn a játék és a film között -a film a Prince of Persia: The Sands of Time feldolgozása volt- a megjelenésüket egy időpontra időzítették. A Steamen elérhető a Forgotten Sands Digital Deluxe változata, ami tartalmazza a Sands of Time játékot, új karakterket, exkluzív pályát a survival módhoz, valamint a játék zenei anyagát. Az előrendelés esetében ezek mellé a Warrior Within játékot is megkapta a vásárló.

### DRM
A Forgotten Sands a Ubisoft egy fejlesztett másolásvédelmi eljárását (DRM) tartalmazza, ami a játékostól folyamatos internetkapcsolatot igényel.

## Fogadtatás
| Összegzőoldal | Értékelés |
| ------------- | --------- |
| GameRankings  | 78%       |
| Metacritic    | 75/100    |

| Szerző        | Értékelés |
| ------------- | --------- |
| 1Up.com       | B+        |
| Eurogamer     | 6/10      |
| GameSpot      | 7,5/10    |
| GameStar (HU) | 92/100    |
| IGN           | 8/10      |
| PC Guru       | 80/100    |

A játék átlagosan jó értékeléseket kapott PC, PS3 és PC platformokon, a PC-s verzió 75 ponton áll a Metecriticen. Legfőbb kritikák a túlságosan egyszerű harcrendszert és a játék hosszát érték.
A PC Guru tesztje a továbbra is remek platformrészeket, illetve az audiovizuális részt dicséri, de megemlíti, hogy a sorozaton már a fáradtság jelei tapasztalhatóak, a harcrendszere pedig az újfajta fejlesztési lehetőségek ellenére is gyengécske. A GameStar értékelése ezzel szemben dicséri az előző részhez képest megváltozott harcrendszert és a grafikát, míg az ismét unszimpatikus főhős és a játék rövidsége szerepel a negatívumok között.
A Wii-re megjelenő változat játék jó kritikákat kapott, a Metacriticen 77-es átlagpontszámot ért el 24 értékelés alapján. Több helyen kiemelték a remek audiovizuális részt, a pályatervezést és az új képességek megvalósítástát, míg a harcrendszer egyszerűsége és a rossz kameraállások jelentették a főbb negatívumokat. Az IGN 8 pontot, az Official Nintendo Magazine 84%-ot adott rá.